# Muddy Waters
Muddy Waters, pseudoniem van McKinley Morganfield (Issaquena County (Mississippi), 4 april 1913 – Westmont (Illinois), 30 april 1983), was een Amerikaanse blueszanger, en wordt in de bluesmuziek gezien als een opvolger van zijn voorgangers Son House, Willie Brown, en Robert Johnson. In de lijst van "the 100 Greatest Artists of All Time" (de 100 beste artiesten aller tijden) van Rolling Stone staat Waters op nummer 17.

## Biografie
Waters zei meestal dat hij in 1913 in Rolling Fork (Mississippi) was geboren, maar hij is eigenlijk in het nabijgelegen Issaquena County geboren.
Hij groeide op bij zijn grootmoeder in Clarksdale Mississippi op Stovall Plantation en zij was het die hem zijn bijnaam bezorgde: omdat hij als kind in de nabijgelegen rivier speelde noemde zij hem Muddy Water.
Op zijn zevende begon Muddy met mondharmonica (bluesharp) en had daarmee veel bekijks als hij midden op het plein een deuntje speelde. Later, op 17-jarige leeftijd verruilde hij zijn mondharmonica voor een gitaar en speelde op lokale feesten.
In de zomer van 1941 en nogmaals in 1942 zou hij voor Alan Lomax en de Library of Congress legendarische opnames maken die later zouden worden uitgebracht als Down On Stovall's Plantation. Vol zelfvertrouwen zal hij daarop in 1943 uitwijken naar Chicago om het te maken als muzikant en zijn bestaan als sharecropper voorgoed achter zich te laten.
Aanvankelijk overleeft hij als dagloner en probeert als professioneel blueszanger aan de bak te komen met de hulp van Big Bill Broonzy. Door over te schakelen op elektrische gitaar zal hij mee de basis leggen voor de Chicago sound. Zijn eerste opnames voor Columbia blijven onuitgegeven en pas in 1948 breekt hij door met I Can't Be Satisfied voor wat toen nog het Aristocrat-label is. Aristocrat Records verandert dat jaar in Chess Records, genoemd naar de broers Leonard en Phil Chess. Aanvankelijk koppelen zij hem aan Ernest Big Crawford maar geleidelijk aan verzamelt hij de allerbeste muzikanten rond zich: Little Walter, Jimmy Rogers, Elgin Evans en Otis Spann zullen in de vroege jaren '50 de scene beheersen in combinatie met componist Willie Dixon. Hoochie Coochie Man, I just wanna make love to you en I'm ready brengen hem commercieel succes. Begeesterende cluboptredens vestigen voorgoed de faam van Muddy en enkel rivaal Howlin' Wolf komt in zijn buurt. 
In de tweede helft van het decennium stagneert het succes, Little Walter en Jimmy Rogers verlaten de groep maar telkens geeft hij nieuw talent de kans om zich binnen zijn band te ontplooien. Big Walter Horton, Jimmy Cotton, Luther Johnson, Buddy Guy,  Fred Below, Bob Margolin, Pinetop Perkins zullen door de jaren heen zijn sound bestendigen.
Mannish Boy (Bo Diddleys versie van Hoochie Coochie Man), Forty Days and Forty Nights en She's 19 years old groeien met de tijd alsnog uit tot klassiekers.
In 1958 reist hij naar Groot-Brittannië waar hij het Engelse publiek overdondert met zijn elektrische blues. Ook zijn optreden op het Newport Jazz Festival in 1960 waar hij een bloedstollende versie van Got My Mojo Working brengt, zal het overwegend blanke publiek weten te overtuigen. In de vroege jaren zestig pikken de Britse beatgroepen zijn sound op: bands als The Rolling Stones (genoemd naar zijn vroege hit), The Pretty Things of John Mayall's Bluesbreakers vormen het doorgeefluik voor de blues voor een hele generatie blanke jongeren. Muddy Waters' invloed op de rock is niet te onderschatten.
In een poging aan te sluiten bij de jongerencultuur van eind de jaren zestig, brengt Chess in 1968 Electric Mud uit, een album waarop zijn oude successen door de psychedelische mangel worden gehaald. Een auto-ongeluk beperkt hem in zijn mogelijkheden en voortaan zal hij nog slechts sporadisch de gitaar ter hand nemen bij optredens.
De jaren 70 zijn de jaren van zijn comeback: toeren in Europa (o.a. in het voorprogramma van The Rolling Stones) brengen hem blijvende erkenning en in 1973 verhuist hij naar het beter gesitueerde Westmont Illinois. In 1972 neemt hij in Londen The London Muddy Waters Sessions op met jonge bewonderaars als Rory Gallagher en Steve Winwood. Tijdens het afscheidsconcert van The Band in 1976 speelt hij Mannish Boy en verschijnt in The Last Waltz, de filmische registratie hiervan van Martin Scorsese. Vanaf 1978 neemt hij een viertal elpees op met Johnny Winter voor diens Blue Sky-label. Samen met oude getrouwen als James Cotton en Big Walter Horton blaast hij zijn oude hits nieuw leven in op Hard Again en King Bee.
Waters werd opgenomen in de Mississippi Musicians Hall of Fame. In 1983 overleed hij op 70-jarige leeftijd in zijn slaap aan een hartaanval.

## Discografie

### Albums
| Album met eventuele hitnotering(en) in de Nederlandse Album Top 100 | Datum van verschijnen | Datum van binnenkomst | Hoogste positie | Aantal weken | Opmerkingen            |
| ------------------------------------------------------------------- | --------------------- | --------------------- | --------------- | ------------ | ---------------------- |
| Checkerboard lounge / Live Chicago 1981                             | 2012                  | 21-07-2012            | 34              | 1*           | met The Rolling Stones |

### Singles
| Single met eventuele hitnotering(en) in de Nederlandse Top 40 | Datum van verschijnen | Datum van binnenkomst | Hoogste positie | Aantal weken | Opmerkingen                |
| ------------------------------------------------------------- | --------------------- | --------------------- | --------------- | ------------ | -------------------------- |
| Mannish boy                                                   | 1988                  | 05-11-1988            | 7               | 8            | Nr. 6 in de Single Top 100 |

### Dvd's
| Dvd's met hitnoteringen in de Nederlandse Music Top 30 | Datum van verschijnen | Datum van binnenkomst | Hoogste positie | Aantal weken | Opmerkingen            |
| ------------------------------------------------------ | --------------------- | --------------------- | --------------- | ------------ | ---------------------- |
| Checkerboard lounge / Live Chicago 1981                | 2012                  | 21-07-2012            | 2               | 23           | met The Rolling Stones |

### NPO Radio 2 Top 2000
| Nummer met noteringen in de NPO Radio 2 Top 2000 | '03  | '04  | '05  | '06  | '07  | '08  | '09  | '10  | '11  | '12 | '13 | '14  | '15  | '16  | '17  | '18  | '19  | '20  | '21  | '22  | '23  |
| ------------------------------------------------ | ---- | ---- | ---- | ---- | ---- | ---- | ---- | ---- | ---- | --- | --- | ---- | ---- | ---- | ---- | ---- | ---- | ---- | ---- | ---- | ---- |
| Mannish Boy                                      | 1331 | 1295 | 1393 | 1445 | 1870 | 1596 | 1289 | 1349 | 1347 | 656 | 817 | 1150 | 1115 | 1000 | 1133 | 1432 | 1454 | 1554 | 1567 | 1724 | 1939 |

1. ↑  Een vetgedrukt getal geeft de hoogste notering aan.
2. ↑  2003 was het eerste jaar met een notering voor dit nummer.
3. ↑  Deze tabel is bijgewerkt tot en met de laatste editie (2024).

## Prijzen en erelijsten
- Waters staat in de Blues Hall of Fame, sinds de oprichting hiervan in 1980.
- Waters staat sinds 1987 in de Rock and Roll Hall of Fame.
- Waters ontving in 1992 een Grammy Lifetime Achievement Award.
- Waters staat viermaal in de lijst van "500 Songs that Shaped Rock and Roll" van de Rock and Roll Hall of Fame, met Rollin' Stone, Hoochie Coochie Man, Mannish Boy en Got My Mojo Working.